# Glogovica (Chorwacja)
Glogovica – wieś w Chorwacji, w żupanii brodzko-posawskiej, w gminie Podcrkavlje. W 2011 roku liczyła 214 mieszkańców.